# Worthy de Jong
Worthy de Jong (Paramaribo, 14 marzo 1988) è un cestista olandese.

## Carriera
Con i Paesi Bassi ha disputato due edizioni dei Campionati europei (2015, 2022). É campione olimpico di basket 3x3, avendo ottenuto l'oro durante la finale con la Francia durante le olimpiadi 2024.

## Palmarès

### Squadra
- Campionato olandese: 2

Leida: 2012-13, 2020-21
- Coppa d'Olanda: 2

Leida: 2012, 2019
- BNXT League: 1

Leida: 2021-2022

### Individuale
- BNXT League MVP finali: 1

Leida: 2021-2022